# Velika Jazbina
Velika Jazbina is een plaats in de gemeente Samobor in de Kroatische provincie Zagreb. De plaats telt 225 inwoners (2001).